# Онучин, Алексей Павлович
Алексей Павлович Онучин (3 октября 1934 — 9 января 2021) — физик, специалист в области экспериментов по физике элементарных частиц, лауреат премии имени П. А. Черенкова

## Биография
Родился 3 октября 1934 года.
Окончил школу с серебряной медалью, в 1953 году поступил на физический факультет МГУ. 

В 1959 году закончил МГУ с красным дипломом и начал работать в Институте ядерной физики.

### Научная и общественная деятельность
Разработал ряд новых методик, провел серию уникальных экспериментов на встречных электрон-электронных и электрон-позитронных пучках. 

Внёс большой вклад в развитие экспериментальных методик по физике частиц, определивших высокий уровень экспериментов, проводимых в ИЯФ — разработка и производство многопроволочных пропорциональных камер, различных счётчиков, основанных на черенковском излучении, создание калориметра на основе жидкого криптона и многое другое.

Разработчик множества вариантов черенковских детекторов как для экспериментов в ИЯФе, так и для ведущихся за рубежом.
Темой кандидатской диссертации стали вопросы измерения светимости по рассеянию частиц на малые углы (один из первых в мире экспериментов на ускорителе со встречными пучками).

Темой докторской диссертацией, защищенной в 1972 году были результаты эксперимента по исследованию ранее неизвестного процесса — двойного тормозного излучения.

В 1970 году под его руководством на накопителе со встречными электрон-позитронными пучками ВЭПП-2 в области энергий до 1,3 ГэВ проведен эксперимент, в котором было обнаружено множественное рождение адронов (мезонов).
В 1980—1986 годах на накопителе со встречными электрон-позитронными пучками ВЭПП-4 с энергией до 10 ГэВ под руководством А. П. Онучина был проведен цикл экспериментов по изучению ипсилон-мезонов (частиц, состоящих из так называемых прелестных (сharm) кварков).

Работа по прецизионному измерению масс ипсилон-мезонов и других частиц методом резонансной деполяризации была удостоена в 1989 году Государственной премии СССР.
В дальнейшем проводил эксперименты с детектором КЕДР на коллайдере ВЭПП-4М в ИЯФ, а также с детектором BaBar на B-фабрике в национальной лаборатории SLAC (Стэнфорд, США).

В коллаборацию BaBar входит 600 физиков из разных стран. Россия в ней представлена ИЯФом, и Онучин являлся руководителем российских физиков.
Читал лекции по экспериментальной ядерной физике на кафедре электрофизических установок и ускорителей для студентов физико-технического факультета НГТУ-НЭТИ, и является автором учебника, написанного по этой тематике.

Руководитель ведущей научной школы РФ, из которой вышел целый ряд высококвалифицированных ученых-физиков. Под его руководством защищено два десятка кандидатских и 5 докторских диссертаций.

## Смерть
Скончался А. П. Онучин 9 января 2021 года. Похоронен на Южном кладбище Новосибирска.

## Награды
- Орден «Знак Почёта» (1971)
- Государственная премия СССР (в составе группы авторов, за 1989 год) — за прецизионные измерения масс элементарных частиц на встречных электрон-позитронных пучках
- Премия имени П. А. Черенкова (2008) — за цикл работ «Детекторы с черенковскими счетчиками в экспериментах на встречных пучках»